# Catherine Jentile
Catherine Jentile, ou Catherine Jentile de Canecaude, est une journaliste française née le 28 août 1961 à Paris.

## Biographie
Son père est reporter de guerre et sa mère, née Sacquet, infirmière-anesthésiste pour Médecins sans frontières, cette dernière reçoit la Légion d'honneur à la suite d'actes de bravoure pendant la guerre du Viêt Nam.
Catherine Jentile est grand reporter et entre 2016 et à partir d'août 2021, chef du bureau de Washington de TF1 et de la chaine d'information en continu LCI après avoir exercé les mêmes fonctions à Londres.
En 1987, elle obtient le prix spécial du Festival international du grand reportage d'actualité et du documentaire de société (reportages Guerre du Liban).
En 1992, elle a obtenu le prix Pierre Mille pour l’ensemble de ses reportages. En 1998, lui est décerné le prix Albert-Londres (avec Manuel Joachim) pour le document Chronique d’une tempête annoncée tourné à Gaza et diffusé le 22 novembre 1997 dans l’émission Reportages.
Depuis 2001, elle est membre du jury Albert Londres. En 2001, elle publie chez Plon un roman Tête brûlée: Femme et reporter de guerre et obtient pour ce livre le grand prix de la SCAM François Billetdoux en 2002. Le trophée 2002 Femmes en or dans la catégorie communication lui est attribué. Catherine Jentile dédie son prix aux journalistes tués en mission. En 2007, elle publie chez Plon un roman  destiné aux jeunes, Mahaut, grand reporter, pour faire découvrir son métier qu'elle pratique avec passion et par vocation.
Le 12 fevrier 2025, Catherine Jentile de Canecaude est élue au collège de l'Autorité de régulation de la communication audiovisuelle et numérique (Arcom) par la commission du Sénat (culture, éducation, communication et sport).

### Famille
Catherine Jentile est mariée à Baudouin de Canongettes de Canecaude avec qui elle a deux fils.

## Décoration
Par décret du 31 décembre 2015, Catherine Jentile est nommée chevalier dans l'ordre national de la Légion d'honneur
.

## Publications
- 2001 : Tête brûlée: Femme et reporter de guerre. Plon. 153 p.  (ISBN 2259194893)
- 2007 : Mahaut, grand reporter. Plon. 183 p.  (ISBN 2259206743)